# 1817

## أحداث
- تأسيس مدينة اراراكوارا وتقع حاليا في البرازيل.
- تأسيس مدينة كابوداري وتقع حاليا في فنزويلا.
- بداية حرب القوقاز في 1817 والتي انتهت في 1864.

محمد علي باشا يقوم بالقضاء على الدولة السعودية الأولى بعد استسلام الأمام [وضح من هو المقصود ؟] ثم هدم محمد علي باشا مدينة الدرعية وقتل عدد كبير جدا جدا من السكان ثم اسر عائلة آل سعود وعائلة محمد بن عبد الوهاب إلى مصر وبعضهم قتلوا.

## مواليد
- أندرو جريج كورتين
- السيد أحمد خان
- بهاء الله
- تيودور شتورم
- تيودور مومسن
- جون أم .بالمر
- مصطفى خزندار
- هنري ديفد ثورو
- يانوش أراني
- بيير لاروس، موسوعي فرنسي.
- فرانسوا شاباس.

## وفيات
- أيدا ياسوأكي
- تاديوش كوسيوسكو
- جين اوستن
- شارل مسييه
- عثمان دان فوديو
- وليم تشارلز كول كليبورن
- يوهان لويس بوركهاردت